# Parlamento basco
Il Parlamento basco (in basco: Eusko Legebiltzarra, in spagnolo: Parlamento Vasco) è l'organo che detiene il potere legislativo della comunità autonoma dei Paesi Baschi.

## Sede
Il Parlamento si riunisce nella capitale basca, Vitoria-Gasteiz, anche se la prima sessione dell'assemblea moderna, come costituita dallo Statuto di autonomia dei Paesi Baschi, si è tenuta a Guernica, il centro simbolico delle libertà basche, il 31 marzo 1980. Più tardi nel 1980 ha iniziato a incontrarsi presso la sede del Consiglio di Álava. Nel 1982, ha acquisito la sua sede in una ex scuola superiore. Il simbolo del Parlamento è una scultura in quercia di Nestor Basterretxea che rappresenta un albero stilizzato, un'allusione alla tradizione delle assemblee politiche basche riunite sotto un albero, come a Guernica.

## Composizione
È composto da settantacinque deputati che rappresentano i cittadini delle tre province della comunità autonoma basca. Ogni provincia (Álava, Gipuzkoa e Biscaglia elegge lo stesso numero di deputati, nonostante abbiano livelli di popolazione molto diversi. Ciò è stato scelto per ottenere il sostegno di Álava e Navarra, territori meno popolati in cui il nazionalismo basco è meno popolare. Tuttavia, la Navarra non si unì alla comunità autonoma.

## Elezioni
Le elezioni si svolgono utilizzando il sistema proporzionale a lista chiusa con seggi assegnati su base provinciale utilizzando il metodo di assegnazione D'Hondt. Per ottenere i seggi in una determinata provincia, le liste elettorali devono ricevere almeno il 3% dei voti espressi in quella provincia, inclusi i voti "en blanco" per "nessuna delle precedenti". Dal 1984 al 2001, la soglia di sbarramento era del 5% in ciascuna provincia. Le sessioni del parlamento basco si svolgono sia in basco che in spagnolo, con servizi di traduzione.
L'attuale presidente del parlamento basco è Bakartxo Tejeria, eletto con il Partito Nazionalista Basco nel 2012.